# ورزشگاه داجر
ورزشگاه داجر (انگلیسی: Dodger Stadium) یک ورزشگاه بیسبال در شهر لس آنجلس، آمریکا است.
این ورزشگاه که در سال ۱۹۶۲ تأسیس شده دارای ۵۶٬۰۰۰ نفر ظرفیت است و ورزشگاه خانگی لس آنجلس داجرز محسوب می‌شود.

## نگارخانه

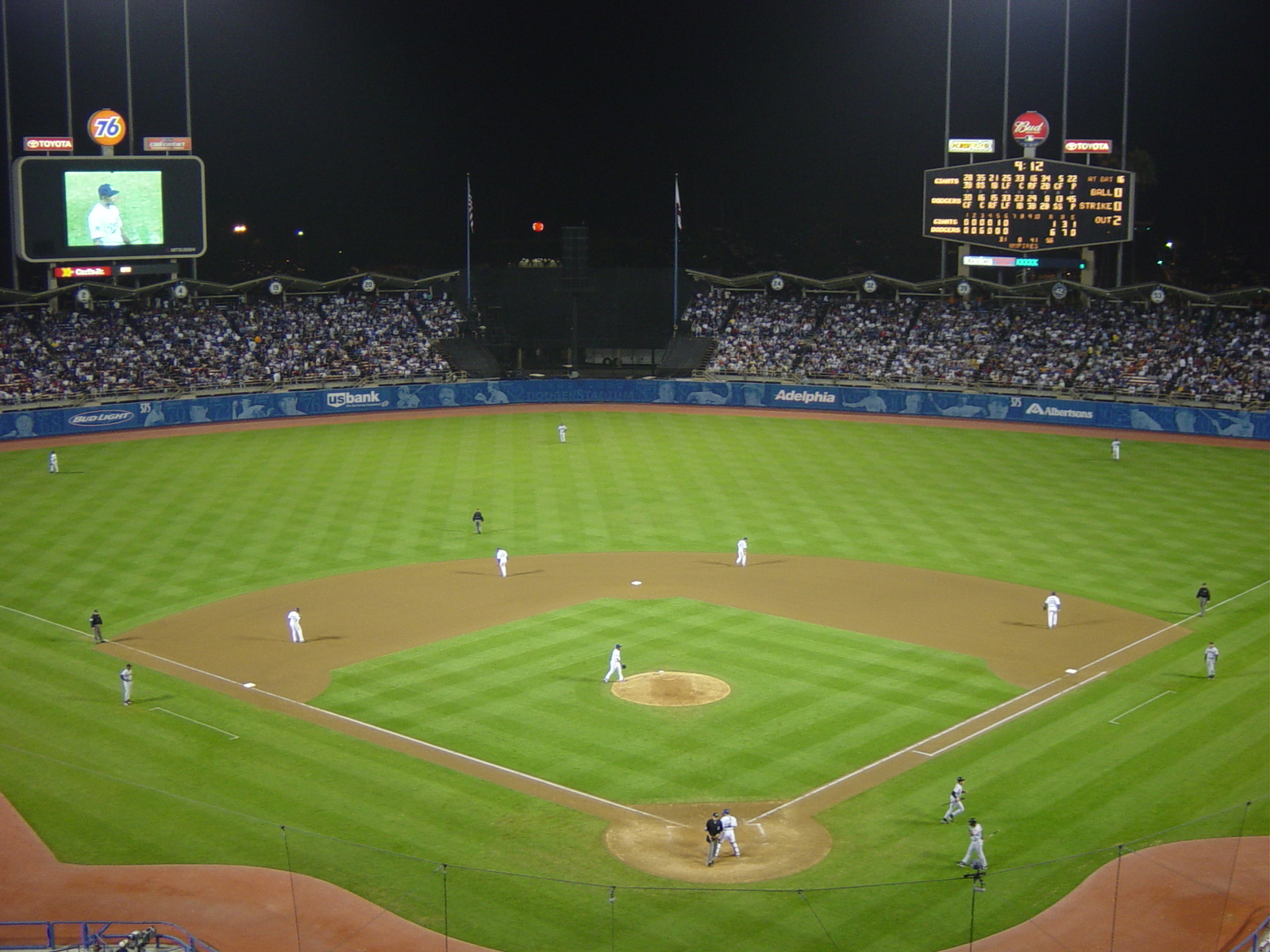
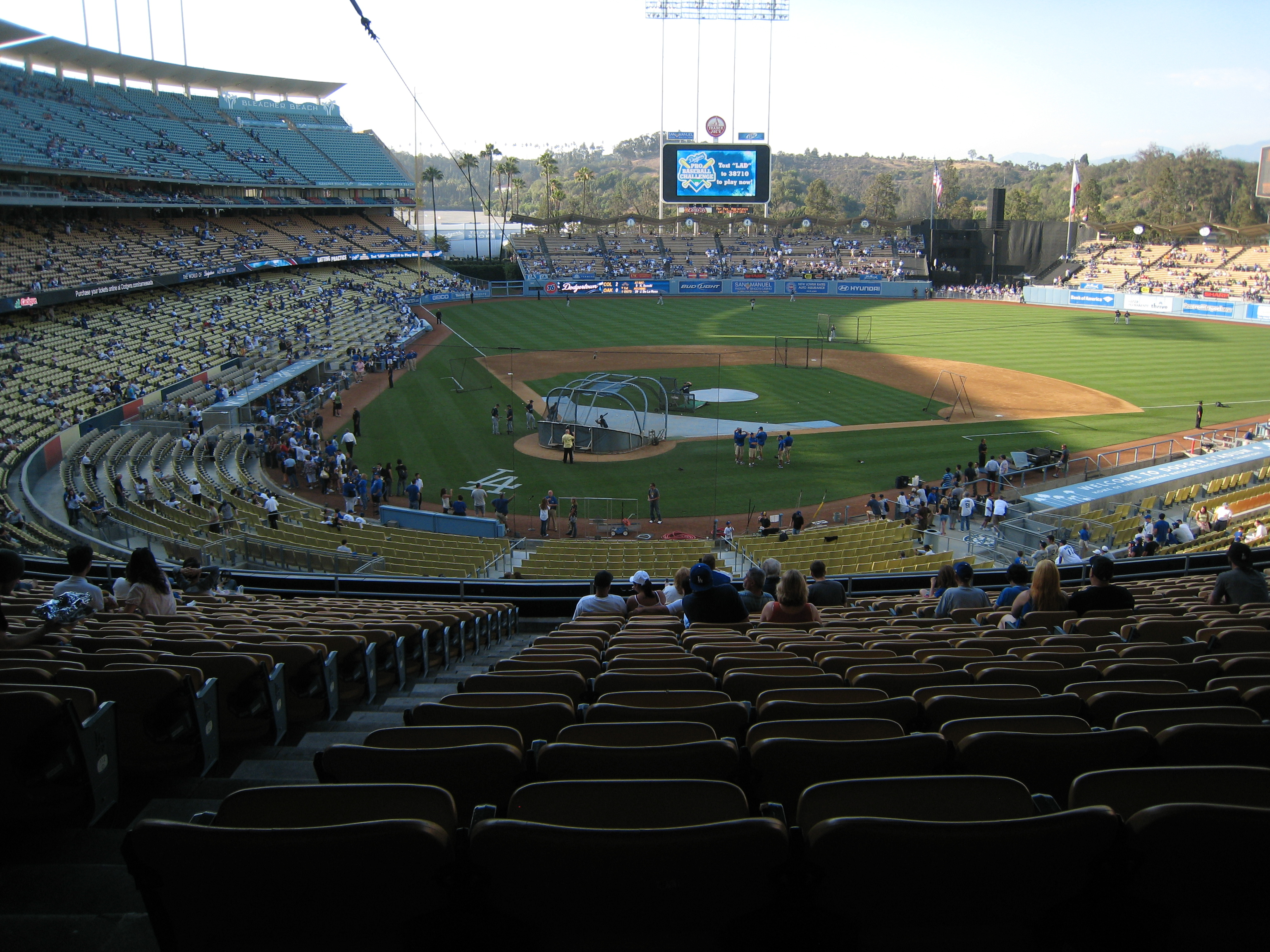
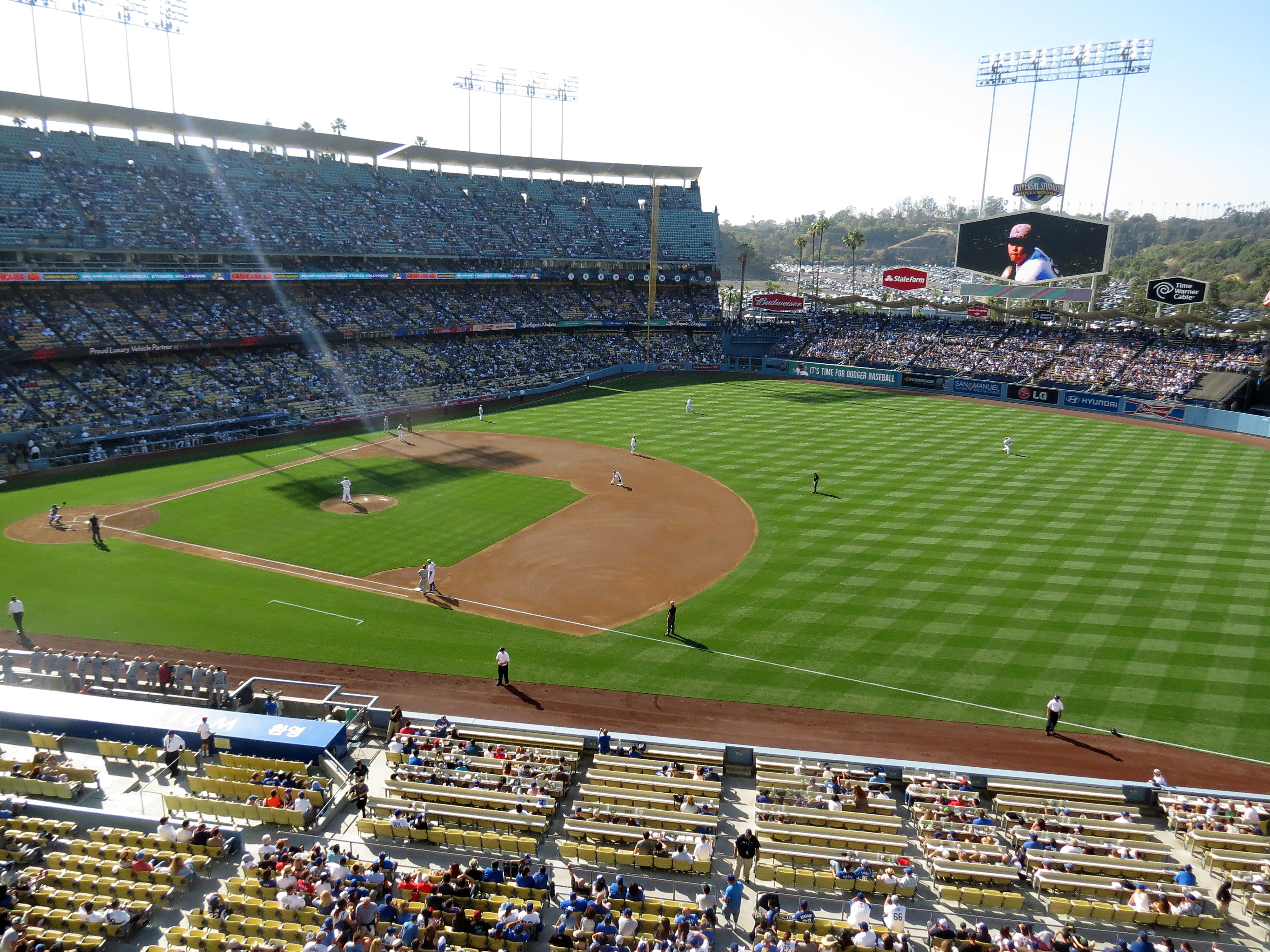
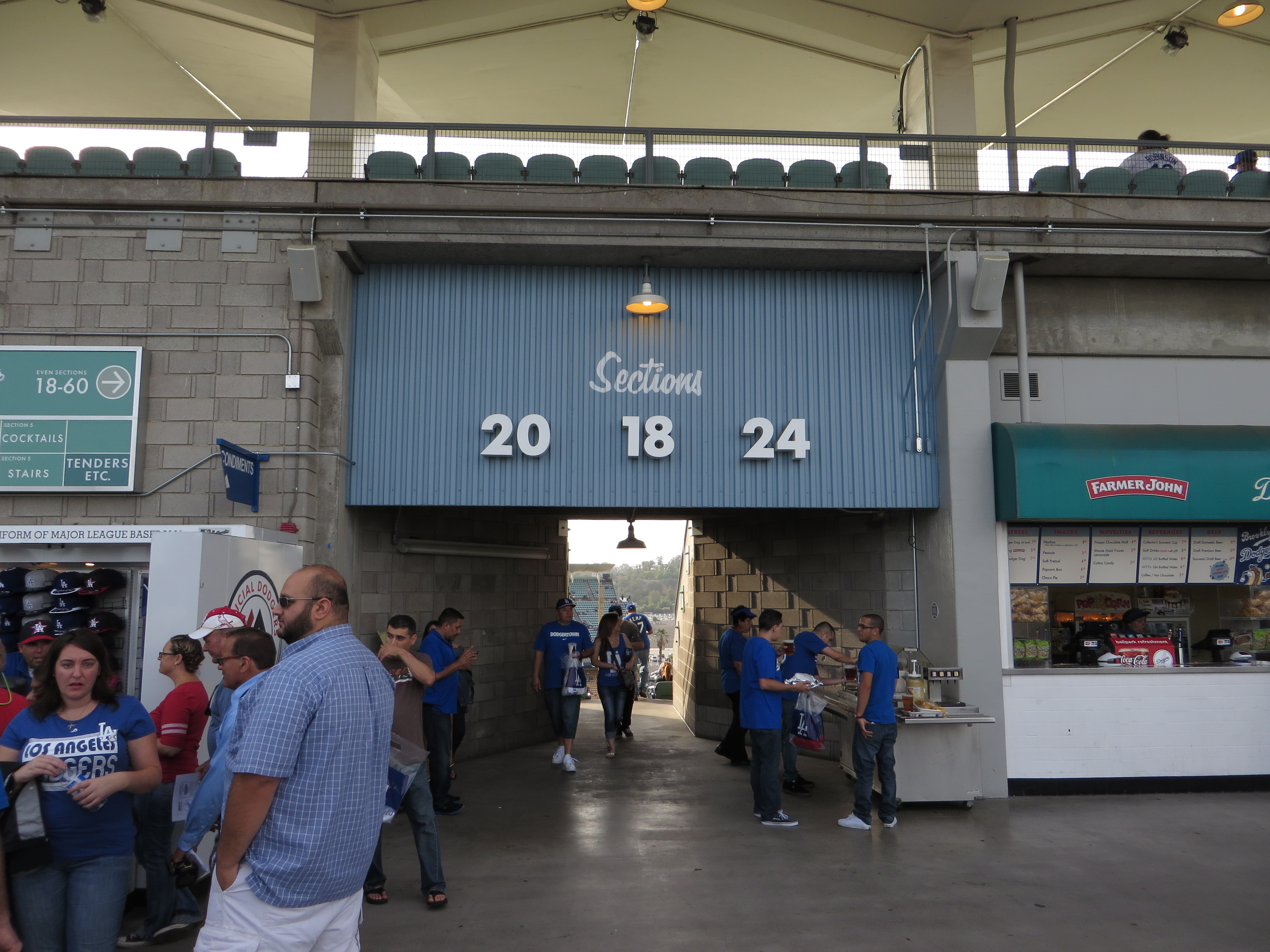